# 維代河
51°52′18.61″N 8°20′51.27″E / 51.8718361°N 8.3475750°E

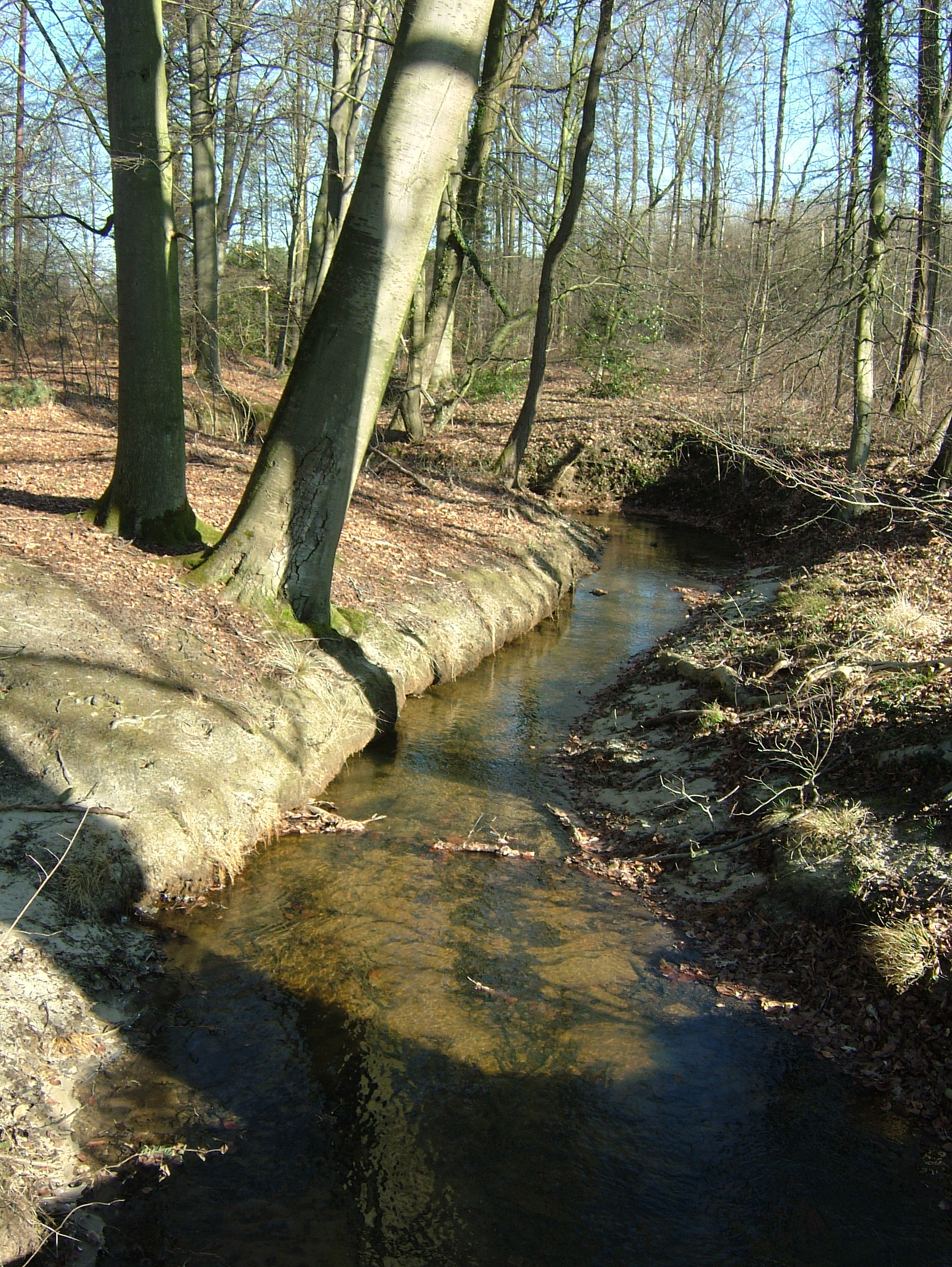

維代河（德語：Wiedey），是德國的河流，位於該國西部，處於北萊茵-威斯特法倫州，屬於厄爾巴赫河的右支流，河道全長8.3公里，河畔城鎮有居特斯洛和雷達-維登布呂克。